# PAK6
PAK6, auch PAK5 genannt, ist ein Gen, das für die Serin/Threonin-Proteinkinase PAK6 kodiert. Das Enzym spielt eine Rolle bei der Regulation der Gentranskription. Es wird durch verschiedene Effektoren aktiviert, darunter der Androgen-Rezeptor (AR) oder MAP2K6/MAPKK6. Die Kinase phosphoryliert die DNA-bindende Domäne des Androgenrezeptors und verhindert so die AR-vermittelte Transkription und außerdem die ESR1-vermittelte Transkription. Es ist zudem möglich, dass PAK6 eine Rolle bei der Regulation des Zytoskeletts spielt, indem es mit IQGAP1 interagiert, und dass es Zellen vor der Apoptose durch Phosphorylierung von BAD schützt.

## Familie
Die p21-aktivierte Kinase 6 gehört zur Familie der p21-aktivierten Kinasen, die zwei Unterfamilien umfasst: PAK1, PAK2 und PAK3 werden durch Binden an aktivierte CDC42 und RAC1 aktiviert, während PAK4 und PAK-5 davon unabhängig agieren.